# Rhabdogaster atropalpus
Rhabdogaster atropalpus är en tvåvingeart som beskrevs av Jason Gilbert Hayden Londt 2006. Rhabdogaster atropalpus ingår i släktet Rhabdogaster och familjen rovflugor. Inga underarter finns listade i Catalogue of Life.